# Alex Carella
Alex Carella (né le 5 juin 1985) est un pilote motonautique italien.

## Palmarès

### Championnats du monde de F1
- 2017 -  Vainqueur
- 2014 –  Vice-champion
- 2013 –  Vainqueur
- 2012 –  Vainqueur
- 2011 –  Vainqueur
- 2010 –  3e

### Championnat du monde d'endurance
- 2013 –  Vainqueur (DRAKKAR TEAM)

### 24 Heures motonautiques de Rouen
- 2013 – Vainqueur (DRAKKAR TEAM)